# Музей церковного искусства (Ираклион)
Музей церковного искусства  — музей церковного искусства, расположенный в церкви святой Екатерины в городе Ираклионе на острове Крит, в Греции.

## История
Изначально церковь святой Екатерины в городе Ираклионе принадлежала Синайскому монастырю и благодаря своей школе являлась одним из первых очагов культуры и просвещения, действовавших в период венецианского господства. Школу при церкви закончили Иоаннис Морезенос, Иоасаф Дорейанос, Иеремиас Палладас, патриарх Мелетий Пегас, Кирилл Лукарис и Мелетий Властос.
В настоящее время в церкви размещается коллекция произведений византийского и поствизантийского искусства Крита, принадлежащего Критской архиепископии. В коллекции имеются иконы Ангелоса (одного из самых известных иконописцев XV века) и шесть произведений Михаила Дамаскина иконописца XVI века, известного представителя Критской иконописной школы.